# Ли Бо Ра
Ли Бо Ра (кор. 이보라; англ. Lee Bo Ra; род. 16 августа 1986 года, Чхунчхон, Канвондо) — корейская конькобежка, серебряный призёр чемпионата мира среди юниоров, участница зимних Олимпийских игр 2006, 2010 и 2014 года. Выступала за команду мэрии Дондучхона.

## Биография
Ли Бо Ра начала кататься на коньках в возрасте 6 лет в первый год начальной школы, при Национальном педагогическом университете Чхунчхон. В сезоне 1999/2000 года стажировалась в Канаде на Олимпийском овале в Калгари.
В 2000 году она стала участвовать в национальных соревнованиях соревнованиях по конькобежному спорту, а в 2002 году, когда училась в третьем классе женской средней школы Намчхончхон участвовала на юниорском чемпионате мира в Коллальбо и заняла 2-е место в командной гонке преследования. Через год стала выступать на чемпионате Южной Кореи и уже в 2004 году заняла 2-е места в классическом и спринтерском многоборье, а также на дистанции 500 м.
В 2005 году на 22 -й зимней Универсиаде в Инсбруке она заняла места во втором десятке. В сезоне 2005/06 дебютировала на Кубке мира и на зимних Олимпийских играх в Турине была знаменосцем на открытии игр, где заняла 25-е место на дистанции 500 м и 34-е на 1000 м. В 2007 году Ли заняла 3-е место в спринте на чемпионате Кореи, а на зимних Азиатских играх стала 11-й на обеих спринтерских дистанциях.
В 2008 году впервые заняла 1-е место в спринте на Национальном чемпионате и дебютировала на чемпионат мира в спринтерском многоборье в Херенвене заняла 19-е место. В 2010 году на спринтерском чемпионате мира в Обихиро Ли заняла 18-е место, следом на зимних Олимпийских играх в Ванкувере стала 26-й на дистанции 500 м.
В 2012 году заняла 3-е места на дистанции 500 м на Национальном чемпионате на отдельных дистанциях и в спринтерском многоборье, повторив результат через год. Тогда же в декабре 2012 года выиграла серебряную медаль на чемпионате Азии в забеге на 1000 м.
В феврале 2014 года на зимних Олимпийских играх в Сочи заняла 19-е место на дистанции 500 м и 34-е на 1000 м. Через год стала 3-й на дистанции 500 м на чемпионате Кореи и на чемпионате мира на одиночных дистанциях в Херенвене заняла 23-е место в беге на 500 м. На 96-х Национальных зимних играх она выиграла дистанцию 500 м и стала 3-й на 1000 м. В том же году завершила карьеру спортсменки.

## Личная жизнь
Ли Бо Ра окончила Университет Данкук в Сеуле со степенью бакалавра физического воспитания.